# لغم (فلم)
لغم (بالإنجليزية: Mine) هو فيلم حرب نفسية وإثارة من تأليف وإخراج فابيو غواجليوني وفابيو ريسينارو ، في أول ظهور لهما في الإخراج. يقوم ببطولته أرمي هامر في دور أحد مشاة البحرية الأمريكية الذي يخطو على لغم أرضي خلال مهمة فاشلة ويجب أن يظل ثابتًا حتى وصول المساعدة.